# تشارلز كوكي
تشارلز كوكي (1 يوليو 1994 في الولايات المتحدة - ) (بالإنجليزية: Charles Cooke)‏ هو لاعب كرة سلة أمريكي في مركز مدافع مسدد الهدف. لعب مع نيو أورلينز بيليكانز.

## وصلات خارجية
- تشارلز كوكي على موقع إن بي أي (الإنجليزية)
- تشارلز كوكي على موقع سبورتس رفرنس (الإنجليزية)
- تشارلز كوكي على موقع كرة السلة الأوروبية.كوم (الإنجليزية)
- تشارلز كوكي على موقع كلية كرة السلة في سبورتس رفرنس.كوم (الإنجليزية)
- تشارلز كوكي على موقع ريلجم (الإنجليزية)
- تشارلز كوكي على موقع بروبوليرز (الإنجليزية)
- تشارلز كوكي على موقع سبورتس رفرنس (الإنجليزية)
- تشارلز كوكي على موقع سبورتس رفرنس (الإنجليزية)